# Крижане спорядження
Крижане спорядження (англ. «Icerigger») — науково-фантастичний роман американського письменника Алана Діна Фостера 1974 року. Подібно до багатьох науково-фантастичних романів Фостера, дія роману розгортається в його вигаданому всесвіті Співдружності людей (англ. «Humanx Commonwealth»). Наступними частинами трилогії є романи-продовження «Місія до Молокіна» та «Водії потопу».

## Стислий зміст сюжету
Після невдалого злочинного викрадення Ітан Фром Фочен (Ітан Фром Вдача), простий продавець і досвідчений міжзоряний мандрівник, опиняється в чужому, смертоносно замерзлому світі Тран-Кі-Кі. З ним професійний авантюрист/солдат удачі Сква Септембе (Сква Вересень), міжзоряний магнат і його донька, які були об’єктами викрадення, шкільний учитель, що відпустив, і єдиний викрадач, який вижив.
Вони виживають у холодних умовах місцевої флори та в оточенні автохтонної фауні у своєму розбитому рятувальному човні достатньо довго, щоб їх врятували представники місцевого феодального уряду, які стикаються з власною кризою. Їхнє прибуття та фантастичне багатство, представлене обробленим металом дюлароєм їхнього рятувального човна, збіглися з майбутнім візитом Орди. Цей кочовий рій спускається на різні міста-держави кожні один-два роки, стягуючи данину як плату за те, щоб не знищити їхню громаду... пробиваючись через нього. Цього разу місцеві жителі вирішили влаштувати бій.
Фочен та його супутники незабаром розуміють, що їхня єдина надія досягти єдиного міжзоряного форпосту планети — рік небезпечної подорожі на місцевих крижаних плотах, що рухаються вітром — полягає в активній підтримці своїх господарів у їхній боротьбі за виживання.